# وینچنزو آریدیتا
وینچنزو آریدیتا (انگلیسی: Vincenzo Aridità؛ زادهٔ ۲۰ ژوئیهٔ ۱۹۸۵) بازیکن فوتبال اهل ایتالیا است.
از باشگاه‌هایی که در آن بازی کرده‌است می‌توان به باشگاه فوتبال ویرتوس لانچانو و باشگاه فوتبال دلفینو پسکارا اشاره کرد.